# Sycophila robusta
Sycophila robusta är en stekelart som först beskrevs av Joseph och Abdurahiman 1968.  I den svenska databasen Dyntaxa används istället namnet Eurytoma robusta. Enligt Catalogue of Life ingår Sycophila robusta i släktet Sycophila och familjen kragglanssteklar, men enligt Dyntaxa är tillhörigheten istället släktet Eurytoma och familjen kragglanssteklar. Arten är reproducerande i Sverige. Inga underarter finns listade i Catalogue of Life.